# 요르요스 루바니스
요르요스 루바니스(현대 그리스어: Γεώργιος Ρουμπάνης, 1929년 8월 15일 ~ 2025년 2월 11일)는 그리스의 육상 선수였다.
1956년 멜버른 올림픽에 출전해서 장대 높이뛰기 종목에서 4.50m(당시 그리스 기록)를 득점하면서 동메달을 획득하였다. 멜버른 올림픽에 참석하는 목적으로 그는 미국에서 캘리포니아 대학교 로스앤젤레스에서 자신의 한 학기를 잃었다. 그는 1961년 육상을 그만 두었다.
정치 경제학을 수학한 후, 지방 자치 정부에서 석사를 취득하였다.
그는 미국에서 5년 동안 영화 회사를 위한 경영 상담자로 일하였다. 또한 광고 회사와 인쇄 공장을 세우기도 하였다.
스포츠에서 루바니스는 미용 체조의 팬헬레닉 협회의 회장을 지내고, 다른 협회들을 창립하였다.